# Edward Klass
Edward Craig Klass (ur. 20 czerwca 1965 w Wiesbaden) – amerykański piłkarz wodny, zdobywca srebrnego medalu na Igrzyskach Olimpijskich w Seulu, uczestnik Igrzysk Olimpijskich w Barcelonie.